# Live This Wild
Live This Wild è un singolo del rapper statunitense Lil Mosey, pubblicato il 5 novembre 2019 come terzo estratto dal secondo album in studio Certified Hitmaker.

## Video musicale
Il video musicale, diretto da Michael Garcia, è stato reso disponibile il 12 novembre 2019.

## Tracce
Testi e musiche di Elgin Limpkin, Lathan Echols, Royce David Pearson e Troy Oliver.
1. Live This Wild – 2:02

## Formazione
- Lil Mosey – voce
- Royce David – produzione, registrazione
- Joe LaPorta – mastering
- Leslie Braithwaite – missaggio

## Classifiche
| Classifica (2019) | Posizione massima |
| ----------------- | ----------------- |
| Canada            | 80                |